# Alba-neagra
Alba-neagra este un joc de noroc, folosit anume pentru a trufa.

## Cum funcționează jocul

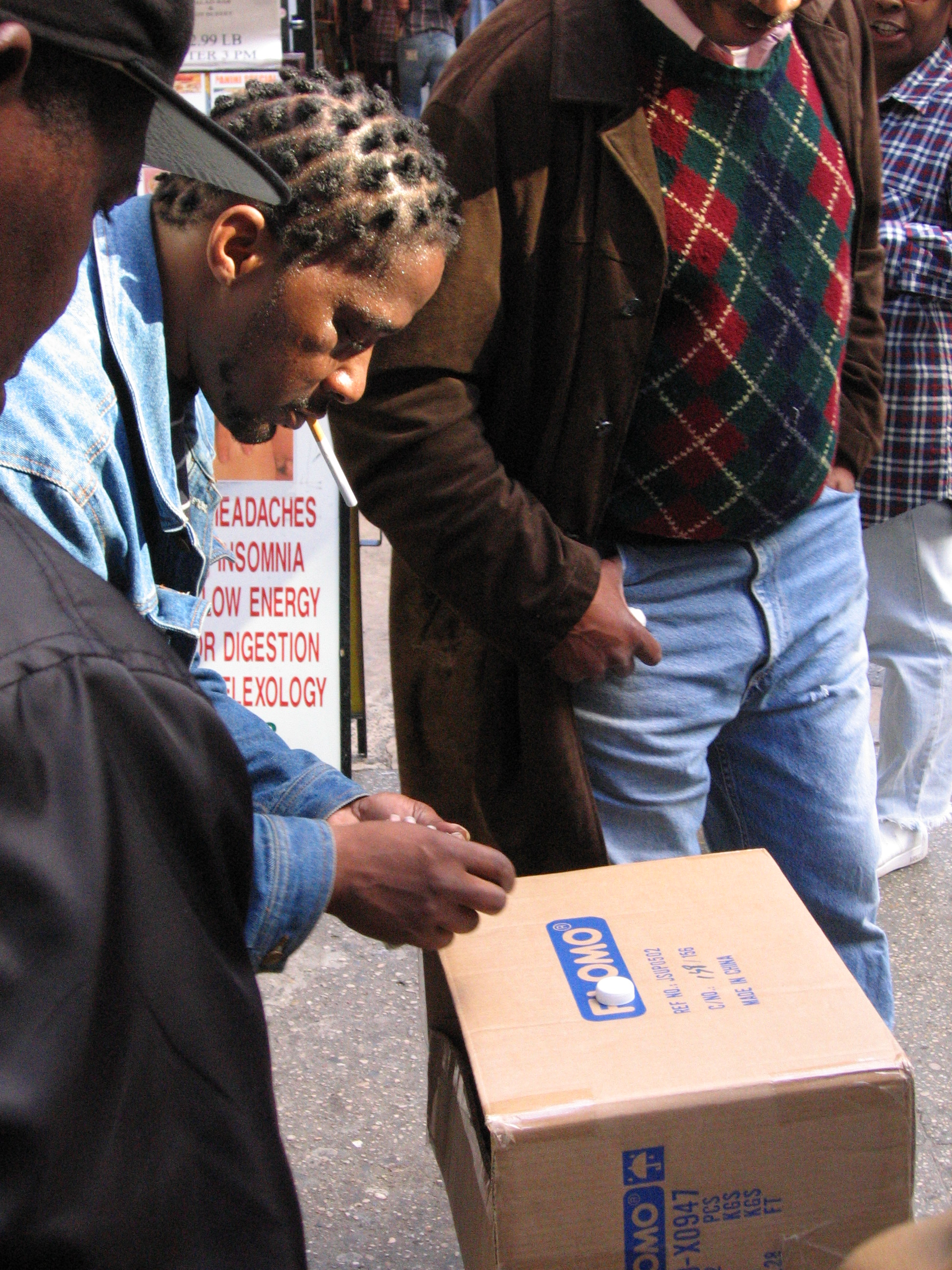
Un joc de alba-neagra în Fulton Street în New York.

Jocul necesită trei recipiente (pahare de plastic, cutii de chibrituri, capace, etc.) și o minge mică și moale sau trei obiecte identice pe o față dar cu unul din ele marcat pe spate (de exemplu trei cărți de joc din care cartea câștigătoare a fost anunțată jucătorilor înainte de a juca). Scopul jocului este de a ghici unde este mingea/cartea câștigătoare după ce operatorul a amestecat cărțile/paharele în fața jucătorului. 
Deși orice poate fi jucat pe aproape orice suprafață plată, deseori este jucat pe un covoraș sau o bucată de carton.

## Cum funcționează frauda
Un operator (deseori poziționat în locuri vizitate de turiști) începe jocul poziționând mingea sub un pahar și amestecând în mod rapid paharele între ele, după care acceptă pariuri de la spectatori. Cine câștigă pariul, câștigă banii.
Chiar dacă jocul pare a avea o posibilitate de câștig înaltă, (1 din 3 plus faptul că jucătorul știe unde e mingea și o urmărește când operatorul amestecă paharele) în mâinile unui operatorul abil în tehnica prestidigitației e practic imposibil să câștigi.
La prima vedere pare că mulți jucători pariază în același timp și că câștigurile sunt dese și consistente, dar aceștia sunt toți complici care ajută în acest ”truc de încredere”. Acești falși jucători au roluri multiple printre care a ”sta de șase” (această trufă fiind ilegală practic oriunde), de bodyguard în caz că ținta devine ”indisciplinată”, de animator pentru a momi ținta în a paria și de scut pentru a evita ca operatorul să fie surprins în imagini învinovătoare.
Dacă nici o țintă nu vrea să joace, un complice va începe să joace pentru a anima țintele. În timpul acestei ”demonstrații” (considerată de ținte ca fiind un joc ca oricare altul) operatorul amesteca paharele în așa fel încât mingea este vizibilă și ușor de urmărit încât țintele vor crede că jocul este foarte ușor de câștigat. Complicele va ”câștiga” bani foarte ușor sau va ”pierde” bani deși era evident unde era mingea. Sau va afirma că știe o tehnică specială și va ”câștiga”, sau ”pierde” mulți bani într-un mod penibil ș.a.m.d. pentru a atrage ținte.
O dată ce ținta intră în mijlocul complicilor și ajunge în fața operatorului, banda îi înconjoară pentru a evita ca ținta să părăsească jocul prea rapid și pentru a bloca accesul altor persoane care ar putea întrerupe trucul de încredere. Operatorul și complicii vor încerca să inducă un stat de supărare, lăcomie sau confuzie în țintă, după care unul din complici va pretinde că îi sugerează țintei o strategie câștigătoare, astfel ca această să parieze cât mai mult.
Când operatorul a terminat de amestecat paharele, va întreba ținta dacă vrea să parieze. Dacă ținta acceptă aceasta va trebui să pună banii jos înainte de a putea alege un pahar. Folosind prestidigitația mingea va apărea întotdeauna sub alt pahar decât cel ales de țintă.
E imposibil ca o țintă să câștige, indiferent dacă știe trucul sau nu, sau dacă ”din greșeală” alege paharul corect. Printr-o prestidigitație foarte abilă ,operatorul va ascunde mingea fără ca ținta să își dea seama. Oricare jucător suspectat că ar înțelege trucul sau vrea doar să urmărească jocul va fi imediat îndepărtat de complici.

## Începuturi

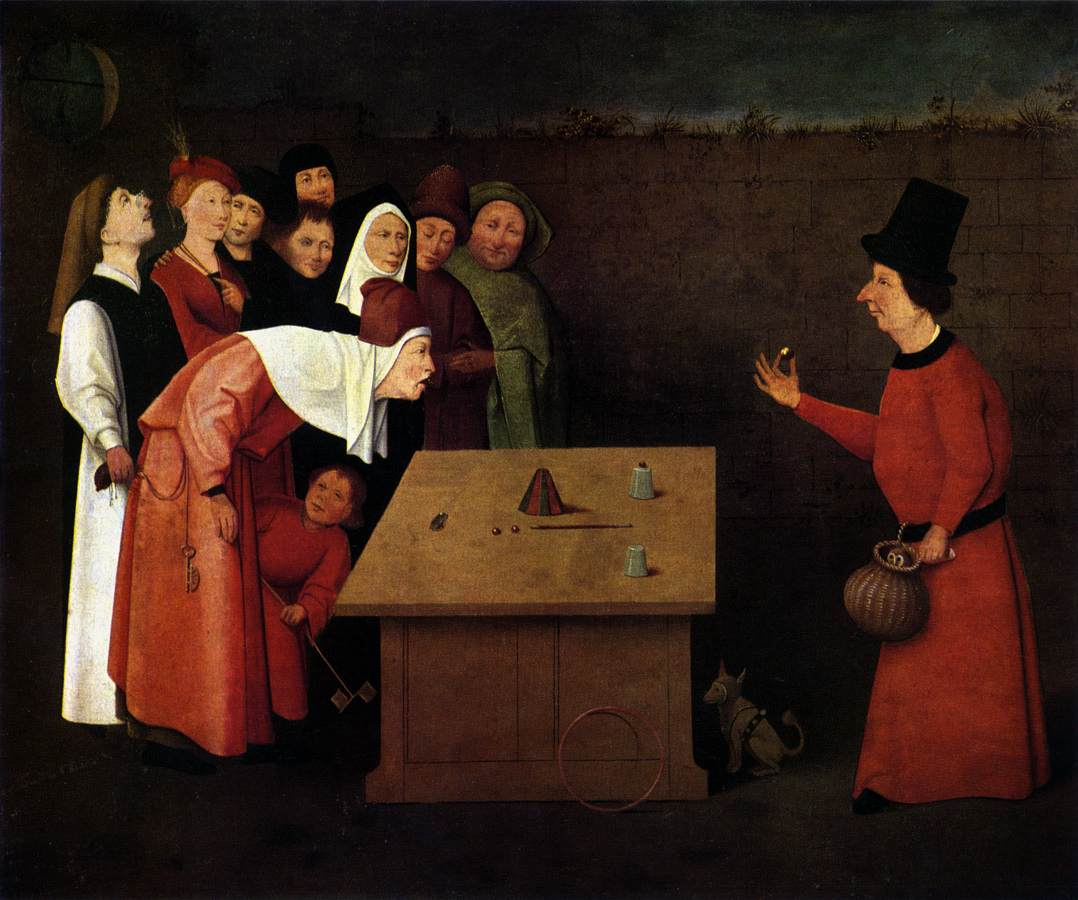
"Scamatorul" de Hieronymus Bosch. Acest desen ilustrează un operator făcând jocul ”ceștilor și bilelor”. Alba-neagra are originile în acest truc. De notat hoțul de buzunare (în stânga) care lucrează pentru scamator.

Alba-neagra datează din Grecia Antică și poate fi văzută în picturi Europene din Evul Mediu. O carte publicată în Anglia în 1670 ”Hull Elections” de Richard Perry și nevasta sa menționează jocul alba-neagra.
În anii 1790 jocul era numit „thimblerig” de la „thimble”, în engleză degetar, pentru că acesta era jucat la început cu degetare pentru cusut. Mai târziu au fost folosite coji de nuci (en: wallnut shells) și astăzi e numit ”shell game” în engleză, adică ”jocul cojilor” deși astăzi sunt mai populare paharele de plastic sau capacele de sticlă.